# جوليو
جوليو (بالبرتغالية: Julinho‏) هو لاعب كرة قدم برازيلي في مركز الهجوم، ولد في 31 أكتوبر 1965 في سالفادور في البرازيل. شارك مع منتخب بيرو لكرة القدم. أما مع النوادي، فقد لعب مع نادي أفاي لكرة القدم ونادي تريزه ونادي سبورتينغ كريستال ونادي فلامنغو ونادي فورتاليزا ونادي فيتوريا ونادي فيتوريا إي إس.

## وصلات خارجية
- جوليو على موقع قاعدة بيانات كرة القدم.إي يو (الإنجليزية)
- جوليو على موقع ناشيونال فوتبول تيمز (الإنجليزية)